# Setanta guatemalensis
Setanta guatemalensis är en stekelart som först beskrevs av Cameron 1885.  Setanta guatemalensis ingår i släktet Setanta och familjen brokparasitsteklar. Inga underarter finns listade i Catalogue of Life.